# BSG KWO Berlin
Die BSG Kabelwerk Oberspree Berlin (kurz: KWO Berlin) war eine deutsche Betriebssportgemeinschaft aus Berlin. Heimstätte des Mehrspartenvereins war die 2001 abgerissene KWO-Sportanlage, welche 5000 Zuschauern Platz bot.

## Fußball

### Männerfußball

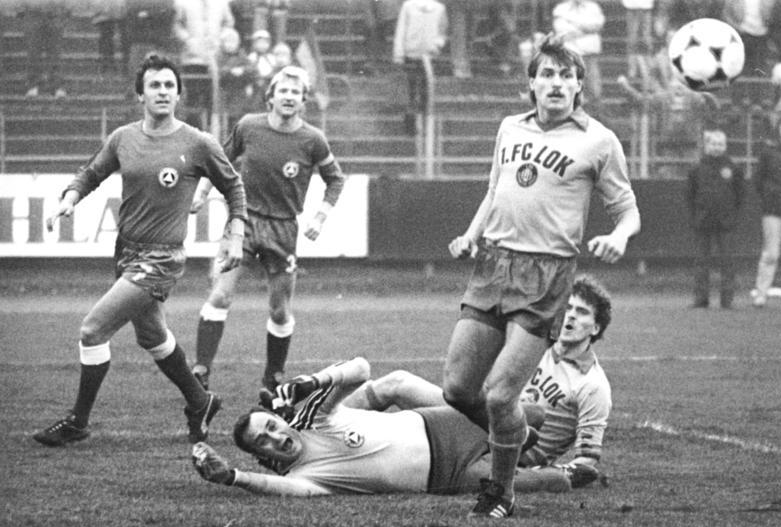
KWO Berlin gegen Lok Leipzig im Achtelfinale des FDGB-Pokal 1986/87

| Saison                         | Ebene | Liga                       | Platz           | S     | U     | N     | Tore        | Punkte     |
| 1975/76                        | 6.    | 2. Kreisklasse             | 01              |       |       |       |             |            |
| 1976/77                        | 5.    | 1. Kreisklasse             | 01              |       |       |       |             |            |
| 1977/78                        | 4.    | Bezirksklasse              | 01 (16)         |       |       |       | 92:24       | 49:11      |
| 1978/79                        | 3.    | Bezirksliga                | 01 (14)         | 18    | 04    | 02    | 63:18       | 40:80      |
| 1979/80                        | 2.    | DDR-Liga                   | 09 (12)         | 07    | 04    | 11    | 28:33       | 18:26      |
| 1980/81                        | 2.    | DDR-Liga                   | 02 (12)         | 12    | 04    | 06    | 37:28       | 28:16      |
| 1981/82                        | 2.    | DDR-Liga                   | 06 (12)         | 10    | 03    | 09    | 34:29       | 23:21      |
| 1982/83                        | 2.    | DDR-Liga                   | 10 (12)         | 05    | 08    | 09    | 29:33       | 18:26      |
| 1983/84                        | 3.    | Bezirksliga                | 02 (18)         | 24    | 06    | 04    | 91:23       | 54:14      |
| 1984/85                        | 3.    | Bezirksliga Aufstiegsrunde | 01 (17) 03 (05) | 22 02 | 07 0  | 03 02 | 90:22 07:7  | 51:13 04:4 |
| 1985/86                        | 3.    | Bezirksliga Aufstiegsrunde | 01 (16) 05 (05) | 24 01 | 05 0  | 01 03 | 84:23 06:12 | 53:70 2:6  |
| 1986/87                        | 3.    | Bezirksliga Aufstiegsrunde | 01 (16) 03 (05) | 24 02 | 05 0  | 01 02 | 100:20 07:3 | 53:70 4:4  |
| 1987/88                        | 3.    | Bezirksliga Aufstiegsrunde | 01 (16) 01 (05) | 26 03 | 03 01 | 01 0  | 93:19 08:0  | 55:50 7:1  |
| 1988/89                        | 2.    | DDR-Liga                   | 14 (18)         | 08    | 13    | 13    | 37:41       | 29:39      |
| 1989/90                        | 2.    | DDR-Liga                   | 12 (18)         | 10    | 10    | 14    | 49:58       | 30:38      |
| ↑ aufgestiegen – ↓ abgestiegen |       |                            |                 |       |       |       |             |            |

Die BSG KWO Berlin wurde im Jahr 1949 als Betriebssportgemeinschaft des VEB Kabelwerk Oberspree aus Berlin-Oberschöneweide gegründet.
In der Anfangsphase agierten die Berliner ausschließlich auf regionaler Ebene Berlins. 1951 erfolgte eine Umbenennung in BSG Motor Oberspree Berlin. Sechs Jahre später schloss sich Motor Oberspree Berlin kurzzeitig dem Lokalrivalen TSC Oberschöneweide an und fungierte bis zur 1959 erfolgten Auflösung als TSC Oberschöneweide/Oberspree bzw. TSC Oberschöneweide III.
Erst 1975 wurde innerhalb der BSG die bis dahin existierende Volkssportmannschaft durch eine neu gegründete Sektion Fußball abgelöst. Die Sportfunktionäre hatten ehrgeizige Ziele und brachten KWO Berlin mit beträchtlichen finanziellen Mitteln innerhalb kürzester Zeit zwischen 1976 und 1979 von der 2. Kreisklasse bis in die drittklassige Bezirksliga Berlin. Erster Spielertrainer nach Neugründung war Peter Pera, der wesentlich zu dem steilen Aufstieg der Mannschaft beitrug. Nicht unwesentlich trug dabei eine Kooperation mit dem 1. FC Union Berlin zum Erfolg mit bei. In der Saison 1978/79 gewann KWO erstmals mit knappem Vorsprung vor der BSG EAB 47 Lichtenberg die Berliner Meisterschaft und stieg in die DDR-Liga auf. Im ersten Zweitligajahr konnten die Berliner den Abstieg erfolgreich verhindern, in der Folgesaison erreichte KWO hinter dem 1. FC Union Berlin den zweiten Platz. Nach insgesamt vier Spielzeiten Zweitklassigkeit stieg KWO Berlin in der Saison 1982/83 gemeinsam mit Bergmann-Borsig Berlin und Halbleiterwerk Frankfurt wieder in die Bezirksliga ab.
In der Folgezeit unternahm KWO wieder immense Anstrengungen zur Realisierung eines schnellen Wiederaufstieges. Eine tragende Rolle spielte dabei der langjährige KWO-Trainer Dieter Fietz. Fietz hatte beste Beziehungen zu den stationierten sowjetischen Streitkräften, was zur Folge hatte, dass KWO zeitweise mit bis zu vier russischen Spielern des SASK Elstal auflief, welche zum Teil Erstligaerfahrung aufwiesen. Diese Spieler wurden extra zu den KWO-Spielen aus ihren Armeestützpunkten heranchauffiert. Die Ostberliner Meisterschaft gewann KWO zwar mehrfach, scheiterte aber immer wieder in den Aufstiegsspielen.
„Dabei verfestigte sich in der Szene die Vermutung, dass die Aussicht auf ein auskömmliches Dasein in der Bezirksliga bei manchem Akteur den sportlichen Ehrgeiz, sich eine Etage höher zu beweisen, deutlich einschränkte“, zog Sascha Stolz in der Fußball-Woche vom 5. Februar 2007 Resümee.
1988 gelang der erneute Aufstieg doch noch. In der DDR-Liga konnten sich die Berliner noch zwei Spielzeiten behaupten. Durch Zahlungseinstellungen des Trägerbetriebes wurde der Verein nach der Saison 1989/90 aufgelöst.

### Frauenfußball
Beim 1. FC Union Berlin gab es ab 1969 eine Frauenmannschaft, die 1970 erstmals ein Spiel bestritt. Als der Frauenfußball in der DDR im Sommer 1971 dem Volkssport zugeordnet wurde, musste die Mannschaft den Leistungsklub Union verlassen und wechselte als Volkssportmannschaft zur BSG KWO.
1984 qualifizierten sich die Fußballerinnen der BSG KWO als Berliner Meister erstmals für die seit 1979 ausgetragene Bestenermittlung. Dort scheiterten sie in der Vorrunde. 1985 nahmen sie erneut an der Bestenermittlung teil und gewannen ihre Vorrundengruppe. Dadurch erreichten sie das Halbfinale, das gegen die BSG Turbine Potsdam mit 0:6 und 1:3 klar verloren ging. Durch einen 2:0-Sieg gegen die BSG VEM Zörbig erreichte die Mannschaft den dritten Platz und damit ihren größten Erfolg. 1986 wurde man Zweiter in der Vorrundengruppe hinter Turbine Potsdam. 1987 verpasste man nur aufgrund des schlechteren Torverhältnis gegenüber der BSG Rotation Schlema in der Zwischenrunde den Einzug ins Finale. Nach der Bildung von zwei Oberligastaffeln gehörte die Mannschaft zu den Spitzenvereinen, kam jedoch nicht mehr in die Nähe des Finaleinzuges. Nach der Auflösung des Vereins im Jahre 1990 wechselte die Sektion Frauenfußball komplett zum 1. FC Union Berlin.

## Statistik
- Berliner Fußballmeister (Ost): 1979, 1985, 1986, 1987, 1988
- FDGB-Bezirkspokalsieger (Ost-Berlin): 1986, 1987
- Teilnahme DDR-Liga: 1979/80 (9.), 1980/81 (2.), 1981/82 (6.), 1982/83 (10.), 1988/89 (14.), 1989/90 (12.)
- Ewige Tabelle der DDR-Liga: Rang 89
- Teilnahme am FDGB-Pokal: 1980/81 (II. Hauptrunde), 1981/82 (Achtelfinale), 1982/83 (Zwischenrunde), 1983/84 (Zwischenrunde), 1986/87 (Achtelfinale), 1987/88 (1. Runde), 1989/90 (1. Runde)

## Badminton
Mit Beginn der 1980er Jahre erkämpfte der Verein im Badminton erste Erfolge im Nachwuchsbereich. Die kontinuierliche Nachwuchsarbeit zahlte sich Ende des Jahrzehnts aus, als die nunmehr erwachsenen Talente sich, ergänzt um einige Routiniers des Vereins, bis in die höchste Spielklasse der DDR vorkämpften. Zu einem Medaillengewinn reichte es in den Mannschaftstitelkämpfen jedoch nie: 1989 wurde das Team Sechster, 1990 Fünfter. In den Einzeldisziplinen erkämpfte sich Michaela Junker im Damendoppel 1988 gemeinsam mit Petra Schubert die Silbermedaille. In den darauffolgenden zwei Jahren reichte es für die beiden dagegen nur zu Bronze. Nach der Wende gründeten sich die Badmintonspieler als SV KWO Berlin aus.

## Personen
Badminton
- Michaela Junker

Fußball
- Feldspieler:
  - Juri Adshem
  - Andreas Anter
  - Thoralf Arndt
  - Jochen Illert
  - Bernd Jessa
  - Peter Hackbusch
  - Wolfgang Hillmann
  - Dirk Koenen
  - Klaus Korn
  - Herbert Kuscha
  - Falko Leuschner
  - Harald Lindner
  - Andreas Nagel
  - Frank Neumann
  - Michael Paschek
  - Marcus Petsch
  - Joachim Sigusch
  - Oliver Standke
  - Heiner Thomas
  - Detlef Uecker
  - Rüdiger Uentz
  - Jürgen Uteß
  - Bernd Vogel
  - Rolf Weber
  - Michael Weinrich
  - Ulrich Werder
  - Frank Wohlfahrt
  - Norbert Wollschläger
  - Dieter Wünsch
- Torhüter:
  - Jörn Dahms
  - Wolfgang Gehrke
  - Wolfgang Matthies
  - Dieter Schönig
  - Bernd Wargos
- Nachwuchs:
  - Rayk Schröder
  - Nico Thomaschewski
- Trainer:
  - Dieter Fietz
  - Klaus Papies
  - Peter Pera Spielertrainer
  - Meinhard Uentz Spieler und Trainer